# Dusičnan fluorný
Dusičnan fluorný je anorganická sloučenina s chemickým vzorcem FNO3. Je to nestabilní látka citlivá na nárazy.

## Příprava
Dusičnan fluorný může být připraven reakcí, kdy plynný fluor je nabublán do kyseliny dusičné, či reakcí s dusičnanem draselným:
F2 + HNO3 → FNO3 + HF
F2 + KNO3 → FNO3 + KF

## Vlastnosti
Dusičnan fluorný je bezbarvý plyn s nepříjemným zápachem, který se na vzduchu rozkládá na kyslík, difluorid kyslíku, kyselinu fluorovodíkovou a kyselinu dusičnou. Dobře se rozpouští v acetonu.

## Bezpečnost
Dusičnan fluorný způsobuje píchání v nose, bolesti hlavy a dýchací potíže, které přetrvávají několik dní.